# Anomalosa kochi
Anomalosa kochi là một loài nhện trong họ Lycosidae.
Loài này thuộc chi Anomalosa. Anomalosa kochi được Eugène Simon miêu tả năm 1898.